# 야마시타 도모유키
야마시타 도모유키(일본어: 山下 奉文, 1885년 11월 8일 ~ 1946년 2월 23일)는 일본 제국의 육군군인이다. 제2차 세계 대전 당시에는 육군 대장이었다. 별명은 "말라야의 호랑이"(マレーの虎)였다.

## 생애
고치현 출신인 그는 일본 육군사관학교와 일본 육군대학교를 졸업한 후에 스위스와 독일로 유학을 떠났으며 귀국 후에는 육군성 군사 과장과 군사 조사 부장 등을 역임하였다.
이후 2·26 사건 당시 황도파의 중심 인물로서 반란 부대에 대한 이해를 나타내었다. 사건 이후 야마시타는 전역을 각오하였으나, 가와시마 요시유키 당시 일본 육군대신의 배려로 군에서 남게되었다. 하지만, 사건의 영향으로 일본 육군성은 한동안 식민지 변방으로 좌천시켰다.

### 태평양 전쟁
태평양 전쟁이 발발하자 일본 육군 제25군 사령관으로 말레이 작전을 지휘하였다. 일본의 언론들은 그를 "말레이의 호랑이"라고 불렀다.
싱가포르가 야마시타의 통치 하에 놓였을 때, 중국인 게릴라들과 적군협력자들의 대량 처형(숙칭 대학살) 이 이루어져 제2차 세계 대전 이후, 싱가포르에서는 반일 감정이 드높았다. 한편, 야마시타는 통치할 시기에 "바나나 노트"라고 불린 군표를 발행하고, 복권을 발매해 재산 축적에도 힘썼다. 이 때문에 그의 사후에 그가 싱가포르에 숨겨놓은 보물 찾기에 한동안 소동이 벌어진 적도 있었다.
말레이 작전의 성공으로 야마시타는 일본의 국민적 영웅이 되었다. 그러나, 당시 천황이었던 쇼와 천황은 야마시타에게 자신을 방문할 기회를 주지 않았다. 그 이유는 2·26 사건 당시에 천황을 앞세워 반란을 정당화시킨 야마시타의 행동이 원인이었다고 하며, 도조 히데키 총리가 기회를 주지 않았다는 설도 있다. 이 설로 통제파였던 도조가 황도파였던 야마시타를 얼마나 싫어했는지 파악할 수 있다.

### 필리핀 방어전

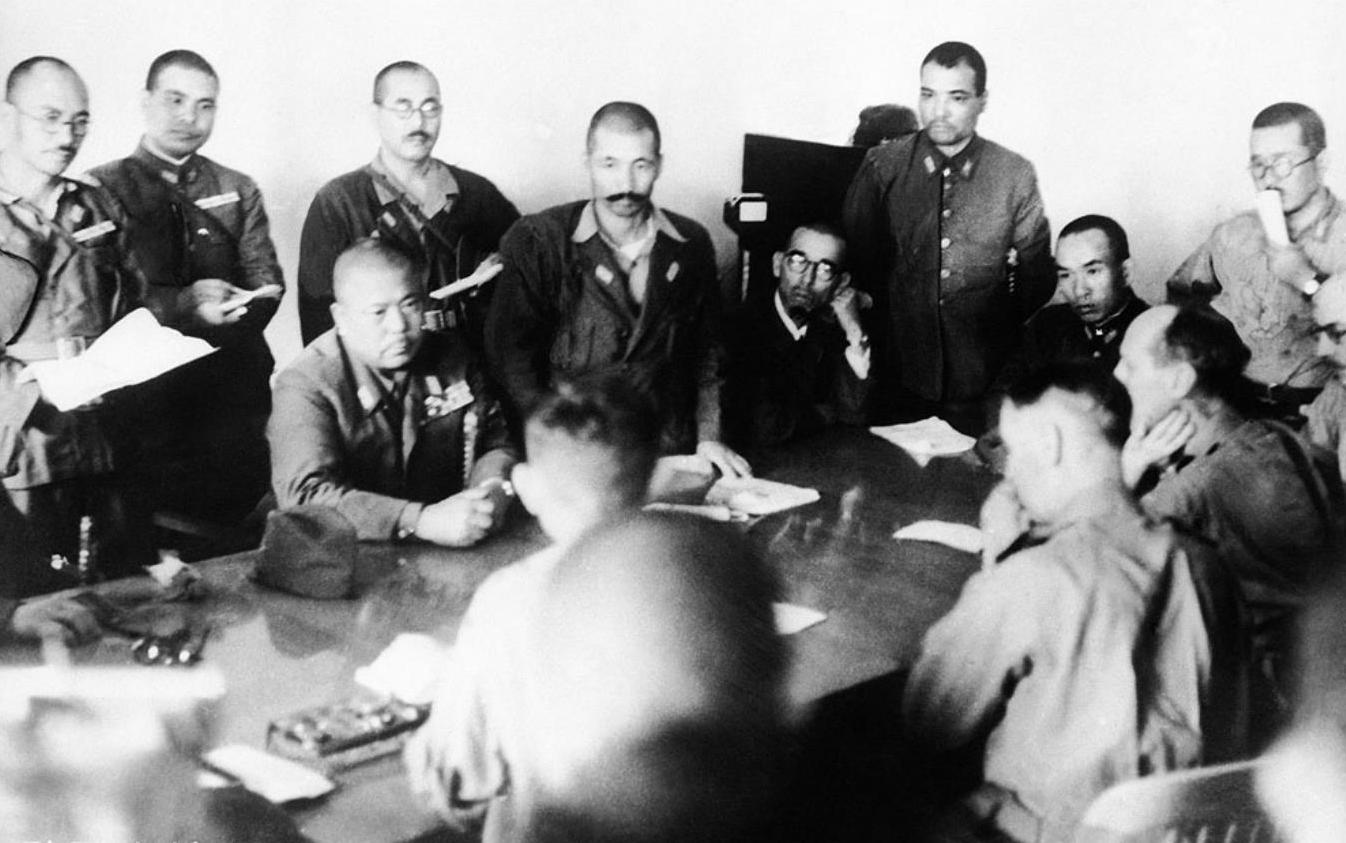
항복 교섭중인 야마시타 도모유키와 싱가포르 주둔 영국군의 아서 중장

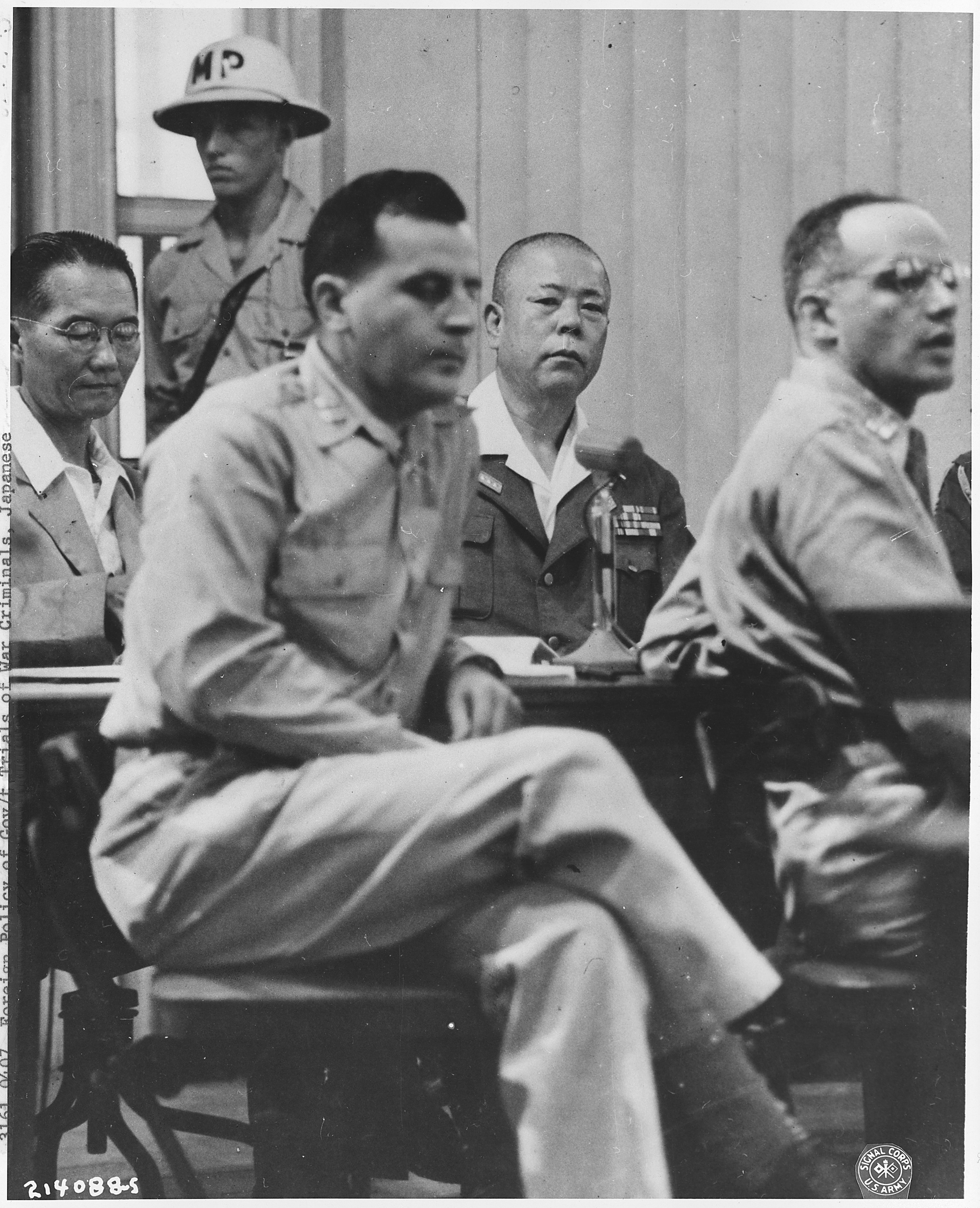
1945년 11월, 마닐라 군사 재판에서의 야마시타 도모유키 (중앙)

싱가포르 공략에 있어서 큰 공을 세운 야마시타였지만, 도조의 반감에 의해 만주로 좌천돼 큰 작전을 맡진 못했다. 그러나, 패색이 짙었던 1944년, 제14방면군 일본 육군 사령관으로 기용돼 일본 제국 육군이 점령하고 있던 필리핀에 대한 방위전을 지휘하게 되었다. 그러나, 레이테섬과 루손섬에서의 연이은 패전으로 인해 1945년 9월, 필리핀의 바기오에서 항복하였다.

### 군사 재판
항복할 당시에는 포로로 취급받았지만, 곧 전범으로 필리핀의 마닐라에서 군사 재판을 받았다. 야마시타는 숙칭 대학살과 마닐라 대학살 등의 책임을 물어 사형을 언도받았다. 이 두 사건 모두 각각 쓰지 마사노부, 이와부치 산지(岩淵三次)가 야마시타의 지시를 듣지 않고 독단적으로 저지른 일이었으나, 너무 많은 사람이 죽었기에 누군가는 책임을 져야 하므로 총사령관이었던 야마시타가 사형장으로 끌려갔다.
사형 판결 후에 미국 육군의 법무 장교가 중심이 된 야마시타의 변호 인단은 판결에 불복해 필리핀 최고 재판소, 미연방 최고 재판소에 사형 집행을 금지하는 인신보호령을 청원하였다. 그러나, 미국 최고재판소는 6 대 2의 투표로 소청을 기각하고 야마시타는 교수형에 처해졌다. 처형은 그가 원하던 군복을 입은 채로 총살형이 집행되는 것이 아닌 교수형으로 결정되었으며 하다못해 교수형으로 하더라도 군복을 착용하는 것을 요구했으나 이를 인정되지 않고, 죄수복을 입은 채 이루어졌다. 처형된 이후, 그는 다른 B, C급 전범들과 함께 야스쿠니 신사에 합사되었다.

## 같이 보기
- 마닐라 대학살
- 싱가포르 전투
- 야마시타 골드
  - 도쿠가와 골드(일본어판)